# 1er Régiment étranger de génie
Il 1º Reggimento del genio straniero (1º REG)  (in francese: 1er Régiment étranger de génie (1er REG)) di Laudun-l'Ardoise è il Reggimento del genio d'assalto della Legione straniera francese appartenente alla 6a Brigata corazzata leggera (6a BLB). Svolge missioni di supporto alla mobilità, alla contromobilità e all'assistenza allo spiegamento di emergenza.

## Storia
Con sede nel Gard, il 1° REG fu creato nel 1984 con il nome di 6° Reggimento Genio Straniero. Per la prima volta nella sua storia, una bandiera della Legione straniera reca la scritta “genio”. Il Reggimento cambiò nome i 1° luglio 1999, quando fu creato un secondo reggimento del genio della Legione. Dopo essere diventato il 1° Reggimento del genio straniero, il Reggimento ricevette la sua bandiera dalle mani del generale di corpo d'armata de Widerspach-Thor il 3 dicembre 1999, durante le cerimonie commemorative di Santa Barbara. Porta sulle pieghe della bandiera la scritta: “CAMERONE 1863”.

## Missioni
Il Reggimento svolge missioni di supporto alla mobilità, contro-mobilità e assistenza allo spiegamento di emergenza. È inoltre in grado di svolgere missioni che comportano la partecipazione diretta al combattimento con armi combinate e il supporto a operazioni speciali. Specialista anfibio, il Reggimento è il principale protagonista nelle operazioni di sviluppo delle spiagge, nella verifica della non inquinamento e nell'organizzazione dell'imbarco e dello sbarco dei veicoli delle unità della brigata.
Il 1° Reggimento del genio straniero può vantare una solida esperienza operativa: il Reggimento si distinse durante la Guerra del Golfo all'interno della Divisione Daguet, poi in Kuwait, bonificando le spiagge intorno alla città dalle mine. In grado di costruire un ponte e di mettere in funzione un'unità mobile di trattamento delle acque, il 1° Reggimento del genio straniero ha perso il conto dei suoi interventi umanitari: Somalia, Ruanda, Repubblica Centrafricana, Eritrea, Indonesia nel 2005 dopo lo tsunami, o ancora in Libano durante l'operazione Baliste. I legionari sono intervenuti sul territorio nazionale anche durante le inondazioni della Somme nel 2001, del Gard nel 2002, 2003, 2005 e poi nel 2010 dopo la tempesta Xynthia in Vandea e in seguito alle inondazioni del Varo.

## Composizione
Il 1° Reggimento genio straniero ha una forza di circa 980 uomini e comprende sei compagnie:
- una compagnia di comando e logistica,
- 3 compagnie di combattimento meccanizzate,
- una compagnia di supporto che comprende al suo interno i sommozzatori del genio da combattimento (PCG) e un gruppo di elementi operativi per la bonifica e la decontaminazione delle mine (EOD),
- una compagnia di riserva.

## Formazione - Occupazione
Il legionario si arruola sotto il nome di Legione straniera e non sotto il nome di un reggimento o di una specialità. Al termine dell'addestramento iniziale, della durata di quattro mesi, i legionari vengono assegnati all'uno o all'altro reggimento, a seconda delle necessità. Devono quindi essere in grado di mantenere una posizione di combattimento in qualsiasi momento.
Assegnato al 1° REG, il legionario verrà addestrato principalmente nel campo del genio da combattimento per poter prestare servizio in una compagnia di combattimento. L'azienda di supporto accoglierà volentieri alcuni di loro per ricoprire posizioni specifiche nel settore del trattamento delle acque o come conducenti di macchinari ingegneristici. Altri avranno l'opportunità di unirsi ai sommozzatori del genio da combattimento o al gruppo operativo di sminamento e decontaminazione.

## Aiuti alle popolazioni
Nell'ambito della sua specificità ingegneristica, il Reggimento era tenuto a supportare le popolazioni civili durante gli interventi umanitari:
- Operazione Salam in Pakistan (1988-1990): addestramento degli afghani alle tecniche di sminamento;
- Valle d'Aosta, Italia (2020) "catastrofe naturale"
- L'Indonesia durante lo tsunami del 2004;
- La Francia durante varie inondazioni;
- Operazione Tamour (2012) al confine siriano.

Nella primavera del 2020, il reggimento è stato impegnato anche, in territorio francese, nell'operazione Resilience (in particolare nelle Antille).